# エギュイエット

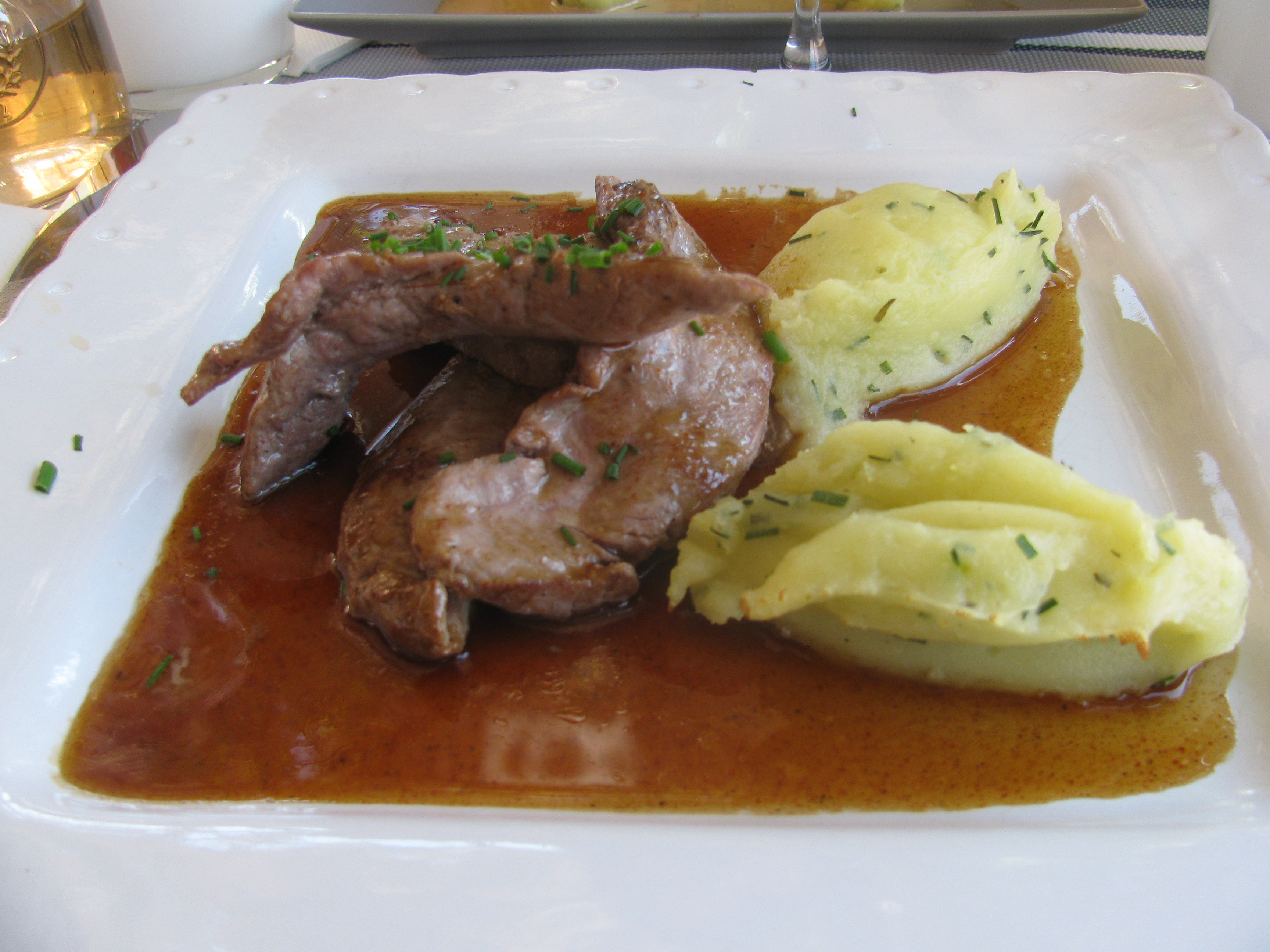
鴨胸肉のエギュイエットを使った料理

エギュイエット（フランス語: aiguillette）は、フランス料理における肉の切り方の1つ。
薄いそぎ切りにすること、細く長く切ることを指す。
エギュイエットは、肉の繊維の方向に沿って細長くスライスすることが肝要であり、繊維に直角にスライスすると単なるエマンセ（émincé、薄切り）となる。